# Порог (Бокситогорский район)
Порог — деревня в Большедворском сельском поселении Бокситогорского района Ленинградской области.

## История
ПОРОГ (ВЕЛИКИЙ РУЧЕЙ) — деревня Бередниковского общества, прихода Озерского погоста. Река Тихвинка.

Крестьянских дворов — 6. Строений — 8, в том числе жилых — 7. Жители занимаются рубкой, возкой и сплавом леса.

Число жителей по семейным спискам 1879 г.: 17 м. п., 22 ж. п.; по приходским сведениям 1879 г.: 23 м. п., 27 ж. п.

В конце XIX века — начале XX века деревня административно относилась к Деревской волости 5-го земского участка 3-го стана Тихвинского уезда Новгородской губернии.

ПОРОГ (ВЕЛИКИЙ РУЧЕЙ) — деревня Бередниковского общества, дворов — 11, жилых домов — 15, число жителей: 26 м. п., 33 ж. п.
 
Занятия жителей — земледелие. Река Тихвинка и колодец. (1910 год)

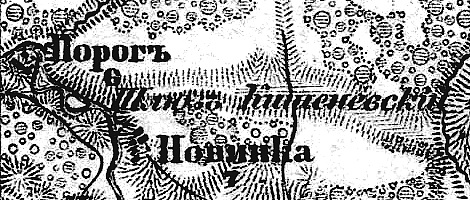
Деревня Порог на карте 1913 года

Согласно карте Новгородской губернии 1913 года, деревня Порог насчитывала 6 крестьянских дворов.
По данным 1933 года деревня Порог входила в состав Труфановского сельсовета Ефимовского района.
По данным 1966 и 1973 годов деревня Порог входила в состав Труфановского сельсовета Бокситогорского района.
По данным 1990 года деревня Порог входила в состав Большедворского сельсовета.
В 1997 и 2002 годах в деревне Порог Большедворской волости постоянного населения не было.
В 2007 году в деревне Порог Большедворского СП постоянного населения не было, в 2010 году — проживали 4 человека.

## География
Деревня расположена в северо-западной части района близ автодороги 41К-035 (Большой Двор — Самойлово).
Расстояние до административного центра поселения — 30 км.
Расстояние до ближайшей железнодорожной станции Большой Двор — 30 км.
Через деревню протекают река Тихвинка и ручей Дубно.

## Демография
| 1997 | 2002 | 2007 | 2010 | 2017 |
| ---- | ---- | ---- | ---- | ---- |
| 0    | →0   | →0   | ↗4   | ↘0   |